# 育英公院
育英公院（：是19世纪末朝鲜的一所官办教育机构，系朝鲜半岛历史上最早的新式学校之一。育英公院创设于1886年9月，是朝鲜政府效仿美国在首都汉城（今韩国首尔）建立的学校，实行新式学则，教授青年官吏和两班子弟新文明、新知识，聘用的3名教师均为美国人，经费由朝鲜政府提供。由于种种原因，该校运营的绩效不甚理想，1894年宣告关闭。